# Walki o Leyte

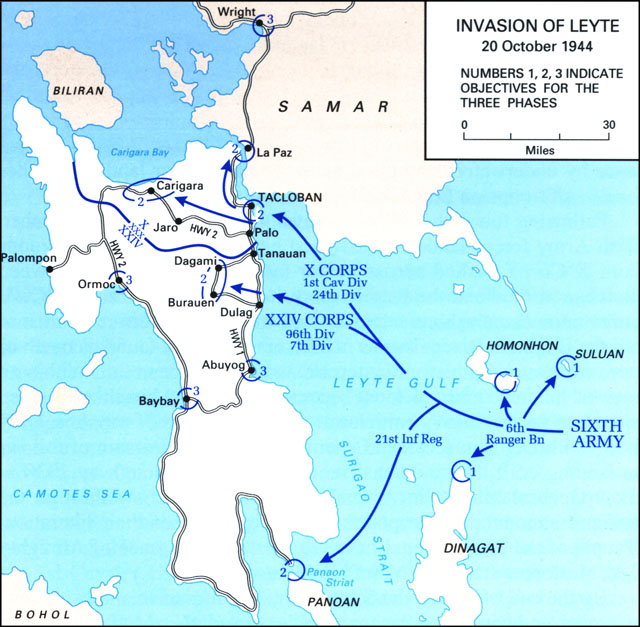
Plan lądowania na Leyte 20 października 1944

Armada inwazyjna zbliża się do plaż wyspy Leyte

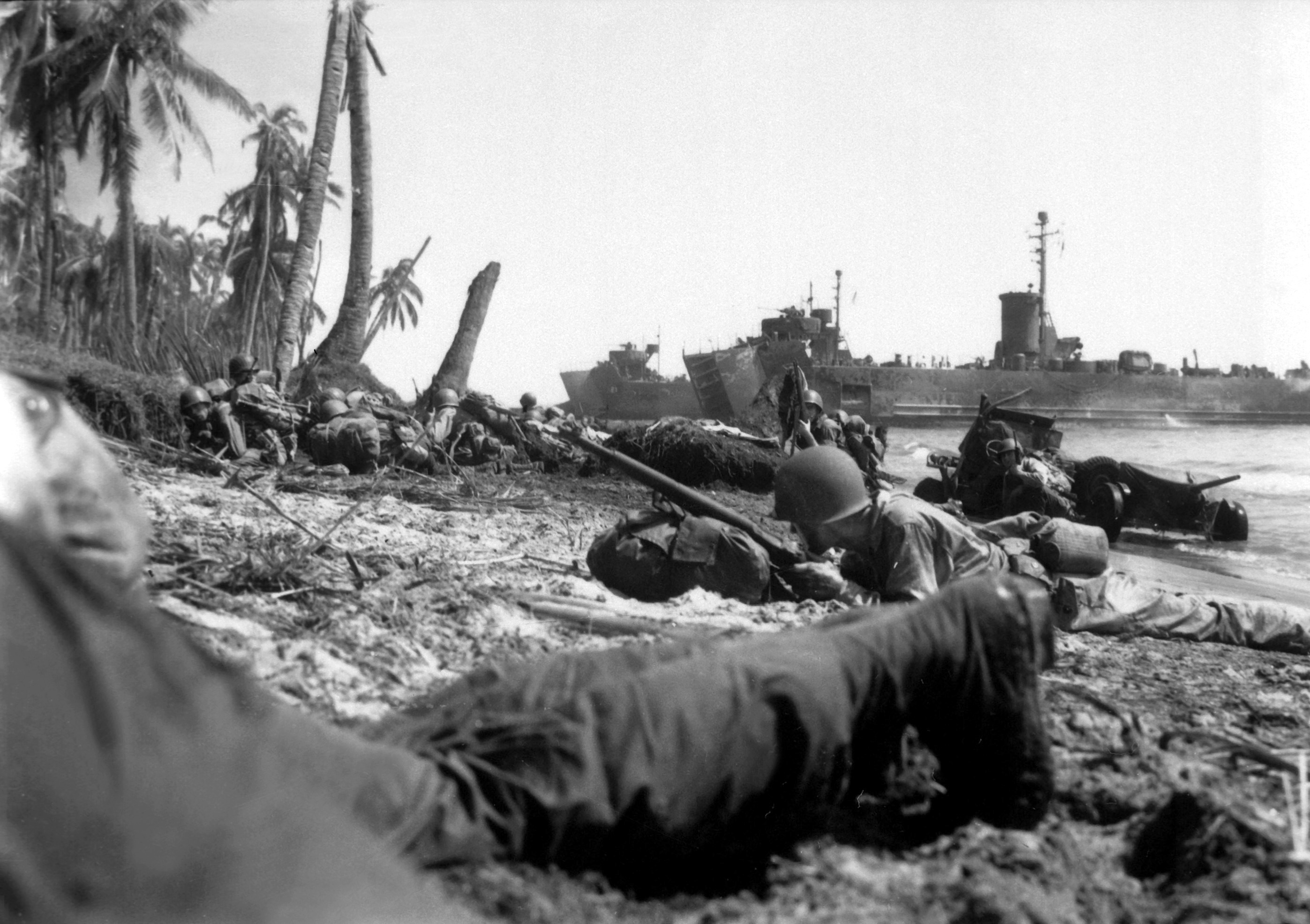
Pierwsza fala desantu zalega pod ogniem

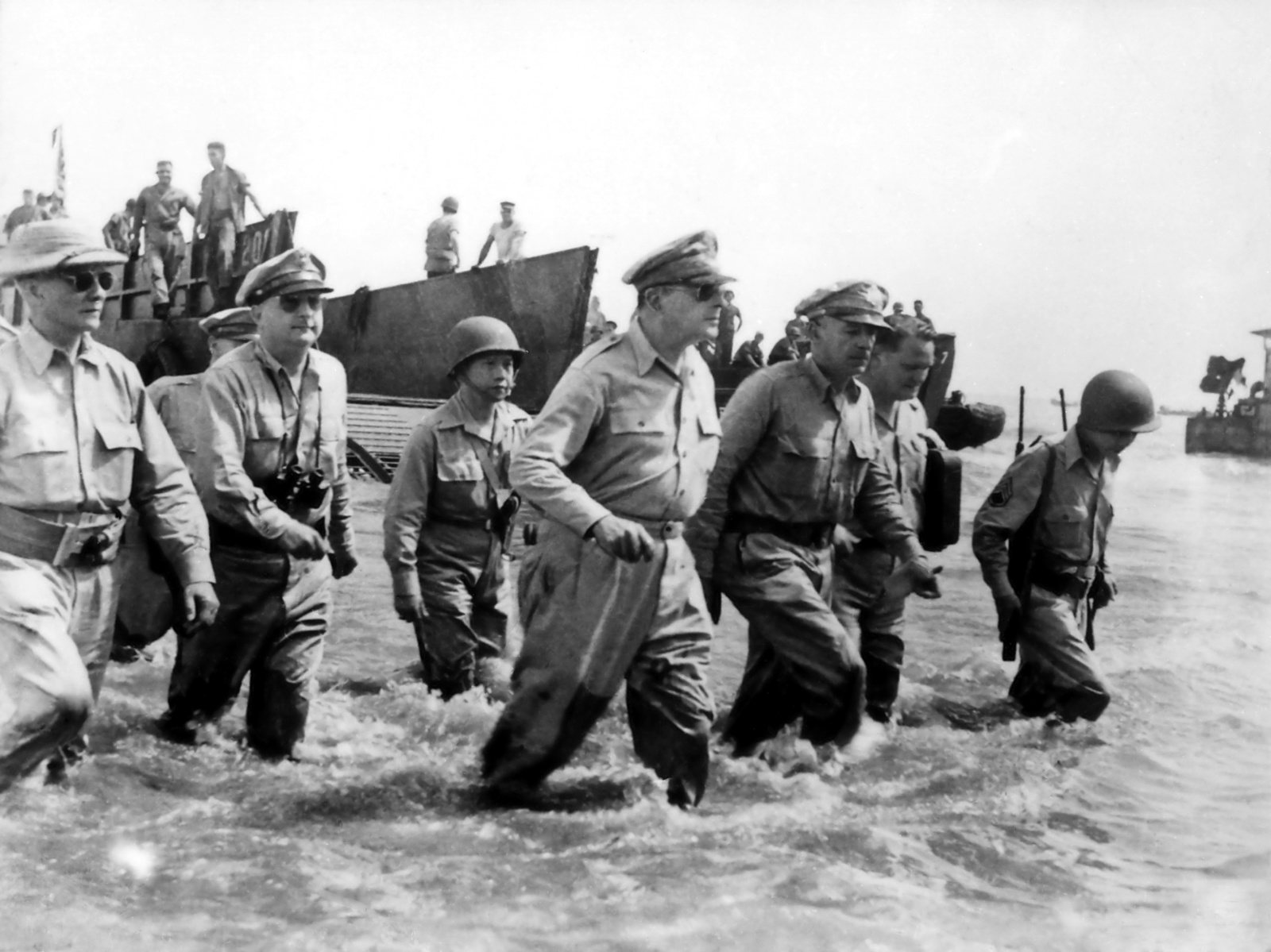
Gen. Douglas MacArthur wraz ze swoim sztabem podczas zejścia na ląd

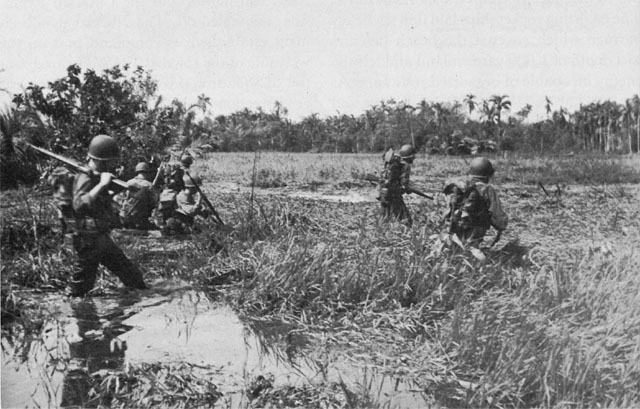
Żołnierze 1 Pułku Piechoty podczas przejścia przez bagna

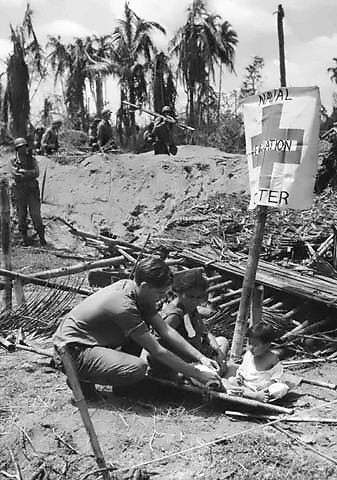
Pomoc medyczna na plaży dla rannych cywilów

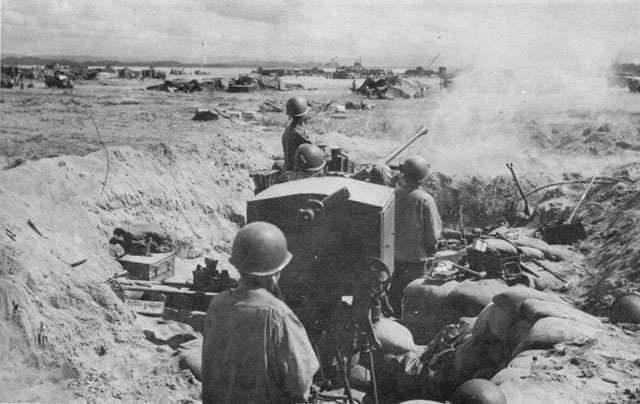
Działko przeciwlotnicze na lotnisku Tacloban w akcji

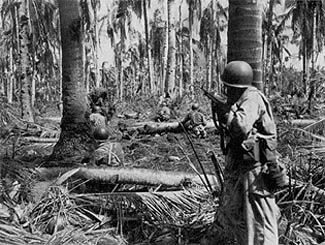
Przed gniazdem japońskiego karabinu maszynowego

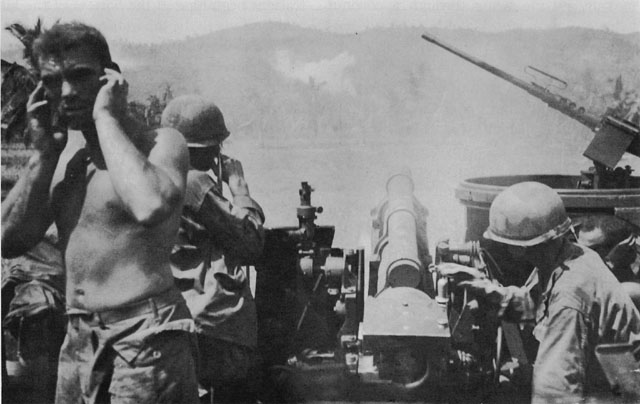
Haubica 105 mm ostrzeliwuje Wzgórze „Catmon”

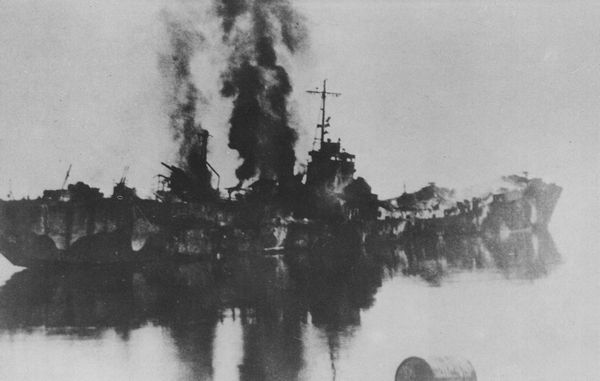
Płonie japoński statek zaopatrzeniowy

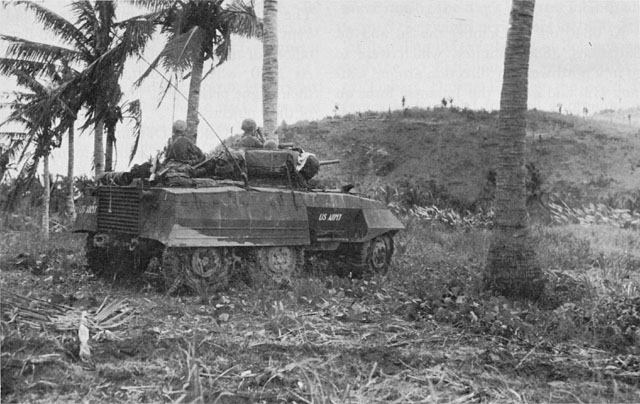
Amerykański samochód pancerny w akcji

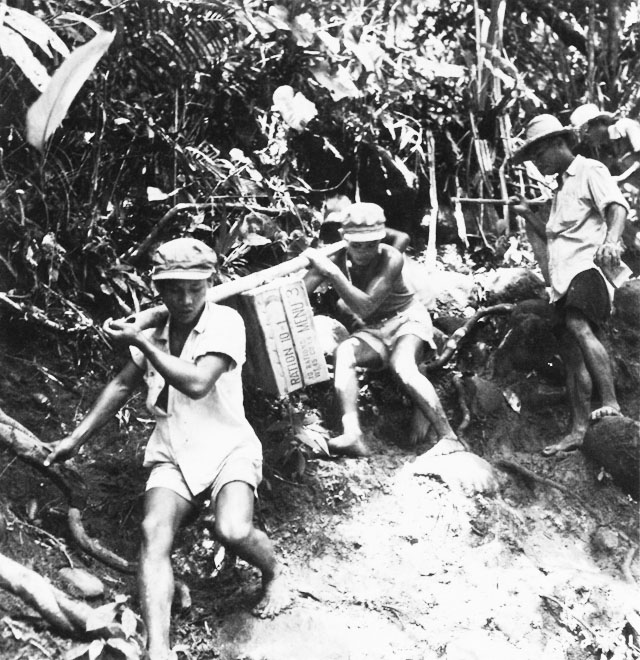
W walkach górskich pomagali Filipińczycy

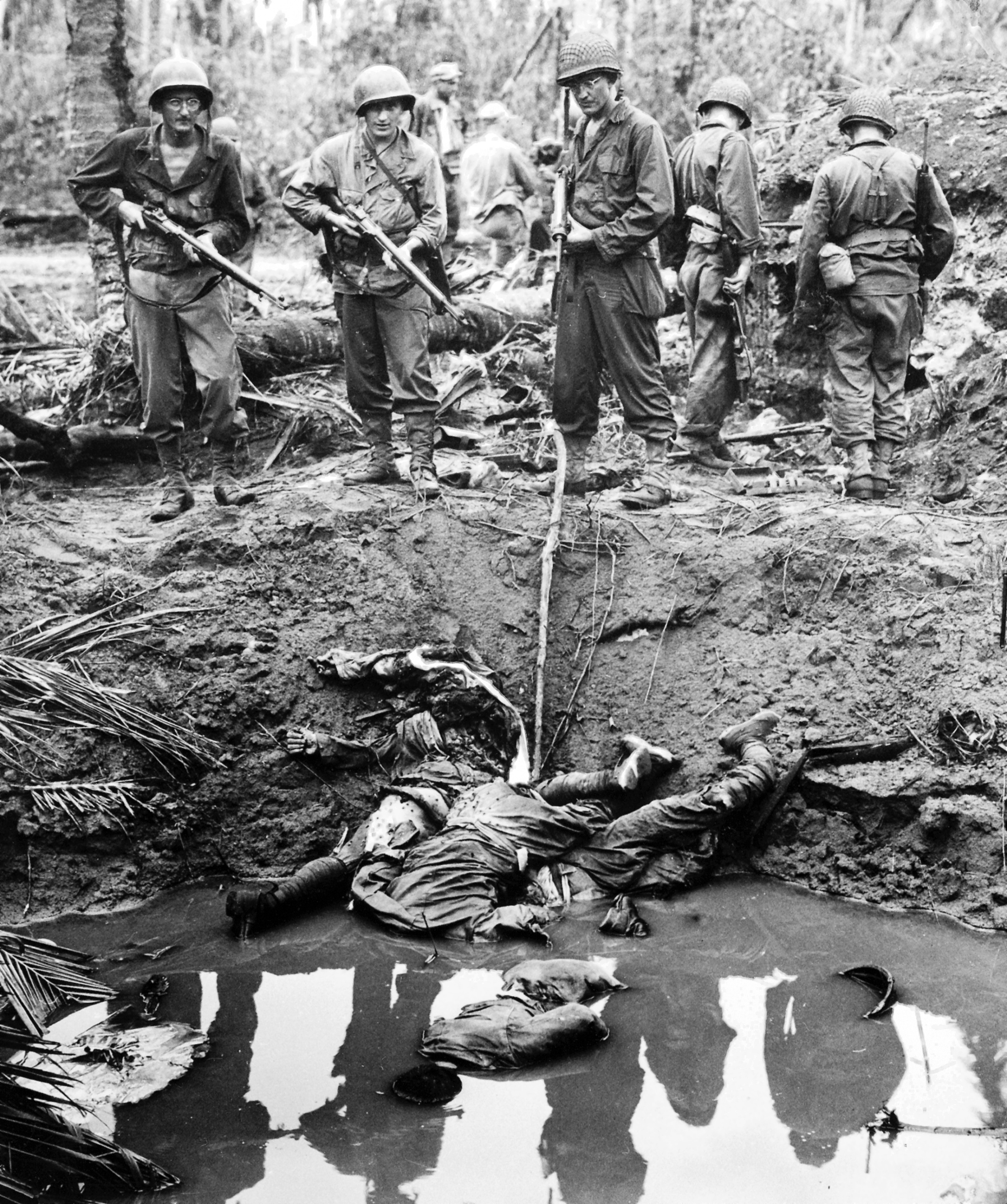
Polegli żołnierze japońscy w leju po bombie

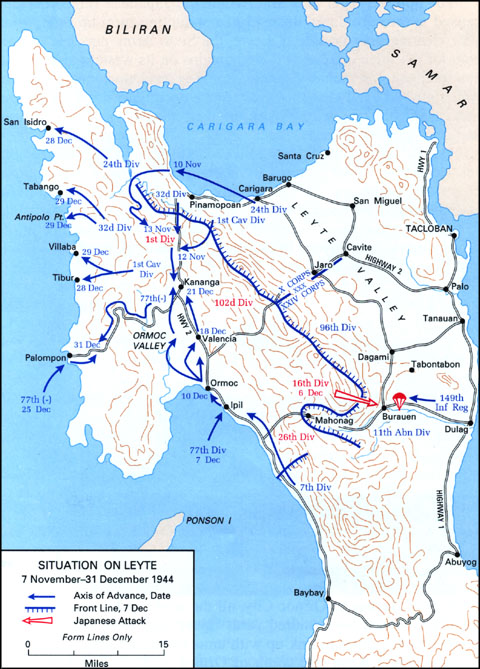
Sytuacja na Leyte w listopadzie i grudniu

W szpitalach polowych panował tłok

Ocalała figura Chrystusa w zrujnowanym kościele w Dulag

Żołnierski humor: widoczna m.in. tabliczka z napisem „30 miesięcy do domu” („Home – 30 months”)

Walki o Leyte – operacja desantowa US Army, US Army Air Forces i US Navy w czasie II wojny światowej na Pacyfiku, będąca wstępem do kampanii filipińskiej, w wyniku której Sprzymierzeni odzyskali Filipiny, torując tym drogę do przyszłego zwycięstwa nad Japonią. Dla Japończyków utrzymanie tego archipelagu miało kluczowe znaczenie, pozwalało bowiem kontrolować szlaki żeglugowe łączące Japonię z bogatymi w kauczuk i ropę naftową wyspami Archipelagu Malajskiego. Dla Amerykanów odzyskanie Filipin miało stanowić krok na drodze do odcięcia okupowanych przez siły japońskie Chin kontynentalnych od wysp na Pacyfiku, gdzie prowadzone były intensywne działania zbrojne, i przejęcia kontroli nad basenem Morza Południowochińskiego.
Będąca częścią operacji Musketeer, operacja wojskowa King Two, prowadzona była od 20 października do 31 grudnia 1944. Pozwoliła na przygotowanie desantu w zatoce Lingayen, a wywołana jej rozpoczęciem bitwa powietrzno-morska w zatoce Leyte doprowadziła do klęski floty japońskiej. W walkach o wyspę czynny udział wzięła także filipińska partyzantka, której bojownicy służyli Amerykanom nie tylko za przewodników i zwiadowców, ale również przeprowadzali samodzielne akcje bojowe na tyłach nieprzyjaciela.
W ciężkich, trwających ponad dwa miesiące zmaganiach, śmierć poniosło około 49 000 z ogólnej liczby 55 000 broniących się Japończyków, przy stratach wojsk Sprzymierzonych w liczbie 3434 zabitych i 12 144 rannych.

## Tło wydarzeń
Japończycy zaatakowali i zdobyli Filipiny w 1942. Utrzymanie tego archipelagu miało dla nich kluczowe znaczenie, pozwalało bowiem kontrolować szlaki żeglugowe łączące Japonię z bogatymi w kauczuk i ropę naftową wyspami Archipelagu Malajskiego. Dla Amerykanów odzyskanie Filipin miało stanowić krok na drodze do zabezpieczenia obszaru Morza Południowochińskiego, zyskania baz morskich i lotniczych do dalszej ofensywy w kierunku Wysp Japońskich oraz odcięcia okupowanych przez siły japońskie Chin kontynentalnych od wysp na Pacyfiku, gdzie prowadzone były intensywne działania zbrojne. Dla generała Douglasa MacArthura miało to również wydźwięk osobisty, ponieważ w 1942 roku, miesiąc przed kapitulacją wojsk amerykańskich na Filipinach, prezydent Franklin Delano Roosevelt rozkazał mu udać się do Australii „celem zorganizowania odsieczy”, mimo że siły zdolne przeprowadzić taką odsiecz nie istniały. Prezydent Roosevelt, wydając taki rozkaz, zamierzał uchronić swego najlepszego generała przed japońską niewolą. Od tamtej pory MacArthur głosił, że powróci na Filipiny, i że moralnym obowiązkiem Stanów Zjednoczonych jest jak najszybsze odbicie archipelagu. Amerykańska opinia publiczna tylko w nim widziała przyszłego oswobodziciela Filipin.
We wrześniu i październiku 1944 roku (podczas toczących się właśnie walk na Marianach i Palau) samoloty z lotniskowców III Floty admirała Williama Halseya przeprowadziły naloty na wyspy archipelagu, niszcząc około 500 nieprzyjacielskich samolotów. Wysoka skuteczność tych nalotów dowiodła, że inwazja Filipin jest możliwa. Za najwłaściwszy cel operacji uznano centralnie położoną wyspę Leyte. Bazujące tam samoloty mogłyby atakować instalacje nieprzyjacielskie na obszarze całego archipelagu, jak również na Formozie i Morzu Południowochińskim. Co więcej, japońska 14 Armia Polowa (odpowiednik niemieckiej Grupy Armii lub sowieckiego Frontu) byłaby w ten sposób rozbita na dwa łatwiejsze do pokonania związki na Mindanao i Luzonie.
Leyte, jedna z większych wysp archipelagu, posiada dogodne podejścia do piaszczystych plaż, co umożliwia wykonanie desantu morskiego oraz dostarczanie zaopatrzenia (średnia głębokość zatoki Leyte wynosi 20 m, a w strefie przybrzeżnej nie przekracza 1,5-2,5 m). Szerokie doliny nadbrzeżne i sieć traktów odbiegających od 64-kilometrowej nadbrzeżnej drogi nr 1, łączącej miasto Abuyog, przez położone bardziej na północ Tacloban z cieśniną San Juanico, oddzielającą Leyte od wyspy Samar, pozwalały na swobodne przemieszczanie się piechoty i czołgów. Teren nadawał się też do budowy lotnisk. Pora roku nie była odpowiednia, ponieważ należało spodziewać się ulewnych deszczów monsunowych utrudniających prowadzenie działań wojennych.
Wnętrze wyspy to porośnięte gęstym lasem tropikalnym pasmo górskie rozdzielające dwie doliny nadbrzeżne. Większa z nich, ciągnąca się wzdłuż wschodniego wybrzeża, to dolina Leyte – zurbanizowana, gęsto zamieszkała i pokryta siecią dróg. Mniejsza, dolina Ormoc, położona po zachodnio-północnej stronie wzniesień, łączy się z doliną Leyte okrężną drogą nr 2 (od Palo na wschodzie do portu Ormoc i dalej, wzdłuż zachodniego brzegu do Baybay). Tam droga skręca na wschód, przekracza góry i łączy się z drogą nr 1 pod Abuyog. Na południe od tego miejsca są już tylko góry i kręta, wąska droga nadmorska biegnąca z Baybay ku cieśninie Panoan.
Amerykanie liczyli na to, że miejscowa ludność, przeważnie rolnicy i rybacy pochodzenia malajskiego, wesprze ich czynem. Część ludności, broniąc się przed poczynaniami japońskiego okupanta, już walczyła w oddziałach partyzanckich skupiających łącznie ok. 3 tysiące ludzi. Położona na południu górzysta część wyspy – ze szczytami górskimi przekraczającymi 1300 m wysokości, gęstą roślinnością, stromymi wąwozami i licznymi jaskiniami – dobrze nadawała się na partyzanckie kryjówki i bazy wypadowe.

## Przebieg walk
W roku 1944 garnizon japoński, jak wynikało z informacji uzyskanych przez OSS, liczył około 22 000 ludzi; w większości z 16 Dywizji Piechoty generała Shiro Makino i oddziałów pomocniczych. 35 Armia, mająca bronić obszaru Visayas, dopiero organizowała się na Cebu i nie była gotowa do obsadzenia Leyte. Jednak wkrótce dowództwo Cesarskiej Armii Japońskiej postanowiło wzmocnić obronę wyspy, przerzucając z Luzonu dwie dodatkowe dywizje (1. i 26.), 68 Brygadę Piechoty i oddział artylerii 14 Armii.
Japończycy byli początkowo przekonani, że na Leyte wylądowały tylko dwie amerykańskie dywizje, które 16 Dywizja Piechoty z przybywającymi z Luzonu posiłkami z łatwością pokona. Nic więc dziwnego, że w ciągu kilku pierwszych dni po lądowaniu oddziały 6 Armii natrafiały na sporadyczny i nieskoordynowany opór nieprzyjaciela. Jednak nowy dowódca 35 Armii, gen. Sōsaku Suzuki, już po przybyciu na miejsce, szybko zorientował się, że Amerykanów jest znacznie więcej niż przypuszczano i dlatego ściągnął dodatkowe siły w postaci 30 Dywizji Piechoty oraz kilku batalionów 104 Dywizji Piechoty, 55. i 57 Samodzielnej Brygady Mieszanej. Suzuki był przekonany, że Amerykanie najpierw umocnią się na przyczółku między miejscowościami Tacloban i Dulag i dopiero po pewnym czasie ruszą w głąb lądu.

### Lądowanie
Przed właściwą operacją inwazyjną, o świcie 17 października rozpoczęto akcję przeciwminową, a jednocześnie 6 Pułk rangersów, wraz z kompanią 21 Pułku Piechoty, dokonał lądowań na trzech mniejszych wyspach zatoki Leyte. Pułku piechoty i rangersów desantowały z okrętów Grupy Szturmowej Dinagat (8. starych niszczycieli zaadaptowanych do roli szybkich transportowców wojska, wspieranych przez krążowniki USS „Denver” i USS „Columbia” oraz cztery niszczyciele), wydzielonych z 7. Floty dowodzonej przez admirała Thomasa Kinkaida. Rangersi, z powodu opóźnienia spowodowanego przez sztorm, znaleźli się na Suluan i Dinagat koło południa. Zmusili do ucieczki niewielką grupę Japończyków i zniszczyli radiostację na Suluan, natomiast Dinagat okazała się nieobsadzona. Na obydwóch Rangersi zainstalowali światła nawigacyjne dla statków transportowych, które miały nadpłynąć za trzy dni. Trzecią wyspę, Homonhon, zajęli następnego dnia, nie napotykając oporu. Prowadzone w tym samym czasie przez nurków rozpoznanie przeciwminowe wykazało, że na podejściach do plaż, na których miały lądować wojska desantu, nie ma żadnych przeszkód.
Do wykonania właściwego desantu przeznaczono II Zespół Amfibijny pod dowództwem wiceadmirała T.S. Wilkinsona, wchodzący w skład 7. Floty. W dyspozycji adm. Kinkaida pozostawało 157 okrętów, 420 jednostek desantowych, 84 jednostki patrolowe i hydrograficzne oraz 73 jednostki pomocnicze. Wsparcie bezpośrednie zapewniały okręty grup operacyjnych TG77.1-4 pod dowództwem kontradmirała J.B. Oldendorfa (6 pancerników, 11 krążowników, 18 lotniskowców eskortowych, z odpowiednią eskortą mniejszych jednostek). Osłonę operacyjną zapewniała 3. Flota pod dowództwem wiceadmirała W.F. Halseya (18 dużych i średnich lotniskowców, 6 pancerników, 17 krążowników, 64 niszczyciele). Operacyjne rozpoznanie morskie przypadło zespołom okrętów podwodnych wiceadm. Ch. A. Lockwooda (22 jednostki) i kontradm. R.W. Christie (7 jednostek). Lotnictwo pokładowe obydwu flot liczyło około 1280 maszyn, wsparcie lotnicze zapewniały też samoloty 5. i 13. Armii Lotniczej (około 300 bombowców strategicznych). Jednostki 7. Floty wyruszyły z rejonów koncentracji (Wyspy Admiralicji, północne wybrzeże Nowej Gwinei) w pierwszej dekadzie października (od rejonu desantu dzieliło je ponad 1200 mil morskich). 18 października na podejściach do zatoki Leyte pojawiły się jednostki floty inwazyjnej.
Siły desantowe floty podzielono na dwa zgrupowania: Północne Zgrupowanie Uderzeniowe pod dowództwem kontradm. D.E. Barbeya, przewożące X Korpus 6 Armii (24 Dywizja Piechoty, 1 Dywizja Kawalerii) dowodzony przez gen. maj. F.C. Siberta, z zadaniem lądowania w zatoce San Pedro (plaże „Biała” i „Czerwona”) oraz Południowe Zgrupowanie Uderzeniowe pod dowództwem wiceadm. T.S. Wilkinsona, przewożące XXIV Korpus dowodzony przez gen. maj. J.R. Hodge’a, z zadaniem lądowania między odległymi od siebie o około 5 km ujściami rzek San José i Daguitan (plaże „Pomarańczowa”, „Niebieska”, „Fioletowa” i „Żółta”).
Siły wsparcia ogniowego weszły do zatoki Leyte 18 i 19 października, i przeprowadziły przygotowanie artyleryjskie desantu. Samoloty pokładowe grupy operacyjnej TF77.4 zaatakowały lotniska na Leyte oraz utworzyły parasol powietrzny nad rozwijającymi się siłami desantowymi.
W dniu A (20 października) o godz. 6.45 transportowce z desantem wyszły na wyznaczone pozycje, a jednostki desantowe ruszyły ku plażom o godz. 9.43. O godz. 10 czołowe oddziały 6 Armii dokonały desantu w wyznaczonych sektorach: X Korpus w pobliżu lotniska Taclobanu; XXIV Korpus 23 km dalej, w rejonie Daguitan. Bagnisty teren sprawiał żołnierzom więcej kłopotów niż Japończycy, ale w ciągu godziny większość przyczółków została obsadzona i rozbudowana w głąb na tyle, by można było wyładować 1,5 miliona ton sprzętu, 235 000 ton uzbrojenia i 200 000 ton amunicji (w okresie późniejszym dostarczano dodatkowo 332 000 ton miesięcznie); zaopatrzenie wyładowywane było i składowane tak chaotycznie, że logistyka stała się – jak uznano już po zakończeniu walk – najbardziej problematycznym elementem tej kampanii. Okazało się, że wiele niezbędnych materiałów, które powinny zostać wyładowane w pierwszej kolejności, zalegało na dnie ładowni przywalone tym, co można było dostarczyć oddziałom znacznie później.
Desant przebiegał nad wyraz spokojnie, jedynie na odcinku 24 Dywizji Piechoty słaby ogień nieprzyjaciela zmuszał pojazdy desantowe do zawracania i uników, ale nawet i tam sektor został zabezpieczony do godz. 13.30, co umożliwiło generałowi MacArthurowi wykonanie pokazowego zejścia na ląd w pobliżu Palo i wygłoszenie radiowego orędzia, natychmiast podchwyconego przez prasę: „Ludu Filipin, wróciłem! Z łaski Boga Wszechmogącego nasze wojska znów stoją na filipińskiej ziemi – ziemi uświęconej krwią naszych dwóch narodów...” (ang. People of the Philippines, I have returned! By the grace of Almighty God, our forces stand again on Philippine soil – soil consecrated in the blood of our two peoples...).
Do końca dnia A oddziały 6 Armii posunęły się ponad 3 km w głąb lądu. W sektorze X Korpusu 1. szwadron 7 Pułku Kawalerii obsadził lotnisko Tacloban na półwyspie Cataisan, natomiast 2. szwadron, brnąc przez bagna, zajął wioskę San José i most na rzece Burayan, a pododdziały 24 Dywizji Piechoty zajęły położone na północ od Palo dominujące nad plażami Wzgórze 522, gdzie doszło do pierwszej większej wymiany ognia. W sektorze XXIV Korpusu 96 Dywizja Piechoty stanęła przed obsadzonym przez przeciwnika Wzgórzem „Catmon”, zaś 7 Dywizja Piechoty zajęła miasteczko Dulag, co zmusiło japońskiego dowódcę obrony do wycofania swego stanowiska o 16 km, do miejscowości Dagami. W tych pierwszych walkach o Leyte straty wojsk amerykańskich to 55 zabitych i 192 rannych. Na wodach przybrzeżnych zatopiony został holownik, krążownik lekki USS „Honolulu” doznał uszkodzeń trafiony torpedą lotniczą, a niszczyciel USS „Chickasaw” doznał uszkodzeń na minie.

### Bój o dolinę Leyte
Na odcinku X Korpusu 1 Dywizja Kawalerii generała Verne’a Mudge’a zajęła 21 października (A+1) Tacloban, stolicę prowincji. Zdobywców witały tłumy mieszkańców powiewających amerykańskimi flagami, wręczających żołnierzom kwiaty, owoce, a nawet jaja. Dwa dni później gen. MacArthur przewodniczył tam, wraz z filipińskim prezydentem Sergio Osmeñą, uroczystej reinauguracji cywilnych władz Filipin. By zapobiec japońskiemu atakowi z pobliskich wzgórz, co mogłoby zakłócić ceremonię, cały dzień trzymano w pogotowiu 1 i 2 Brygadę Kawalerii i dopiero potem 1 Pułk Kawalerii mógł podjąć regularne działania na swoim odcinku.
Podstawowym zadaniem kawalerzystów było zabezpieczenie brzegów wąskiej cieśniny San Juanico, łączącej zatokę Leyte z Morzem Samar, którędy Japończycy mogliby otrzymywać posiłki z północy. Biegnąca tędy droga nr 1 kończyła się jednak około 19 km na północ od Taclobanu, w wiosce Guintiguain zaraz za San Isidro. Prom kursujący pomiędzy Guintiguain a La Paz na wyspie Samar był jedynym środkiem przeprawowym łączącym sieć komunikacyjną obu wysp. Zajęcie tych miejscowości i ustanowienie przyczółka na Samar było zadaniem 2 Brygady Kawalerii.
Dowódca brygady zażądał środków przeprawowych i wysłał zwiad, który spenetrował cieśninę na całej jej długości. Stwierdzono istnienie japońskich pozycji na wzgórzach nad Guintiguain – jednak z ich strony nie padł żaden strzał. Skutkiem tego rekonesansu było wysłanie 1. szwadronu 7 Pułku Kawalerii na północno-zachodni kraniec cieśniny, gdzie zajął wioskę Babatngon i skąd miał wgląd w zatokę Carigara, a 1. szwadronu 8 Pułku Kawalerii z plutonem lekkich czołgów do La Paz, gdzie – prawie bez oporu ze strony japońskiej – ustanowiony został przyczółek. W związku z tym, że marsz odbywał się po terenie opanowanym przez nieprzyjaciela, a do pokonania oddział miał wiele błotnistych strumieni, przewidywano, że osiągnie swój cel w ciągu dwóch dni. Jednak dzięki sprawnemu dowodzeniu i determinacji żołnierzy szwadron dotarł do celu jeszcze tego samego dnia o godz. 21.30. Wioska Guintiguain została opanowana. Do tego momentu 1 Dywizja Kawalerii straciła 40 zabitych i 199 rannych, natomiast zabiła 739 i wzięła do niewoli 9 nieprzyjaciół.
Tymczasem na lewym skrzydle 24 Dywizji Piechoty generała Freda Irvinga posuwała się naprzód przy silnym oporze nieprzyjaciela. Dopiero po kilku dniach ciężkich walk i zabiciu około 800 żołnierzy wroga, 19. i 34 Pułk Piechoty zdołały rozbudować przyczółek i zająć wzgórza, z których żołnierze mieli wgląd w wejście do górnych partii doliny Leyte. 1 listopada, po siedmiu dniach intensywnych bojów z udziałem czołgów i przy wsparciu artylerii, oba pułki przeszły dolinę Leyte i znalazły się w miejscu, skąd było widać północne wybrzeże i port Carigara, w którym gen. Suzuki planował wyładować oddziały posiłkowe z Luzonu. Następnego dnia port zajęła 2 Brygada Kawalerii. W tym marszu przez dolinę Leyte 24 Dywizja Piechoty wyeliminowała z walki blisko trzy tysiące żołnierzy japońskich (13 wzięła do niewoli), tracąc przy tym 216 zabitych i 859 rannych. W posiadaniu Japończyków został już tylko jeden większy port wyspy – Ormoc – leżący na zachodnim wybrzeżu.
Z przyczółka, gdzie znajdowały się cztery lotniska i duże centrum zaopatrzeniowe – sporadycznie i nieskutecznie atakowane przez lotnictwo nieprzyjacielskie – gen. John Hodge, dowódca XXIV Korpusu, wysłał dwie dywizje na południe doliny Leyte. Aby tam dotrzeć, 96 Dywizja Piechoty gen. Jamesa Bradleya musiała najpierw opanować 420-metrowe Wzgórze „Catmon” panujące nad terenami zajmowanymi przez oba korpusy, a wykorzystywane przez Japończyków zarówno jako punkt obserwacyjny, jak i miejsce, z którego 22 Pułk Artylerii Polowej ostrzeliwał amerykański desant w dniu A. W odpowiedzi artyleria okrętowa obłożyła wzgórze ogniem, niszcząc kilka punktów oporu i radiostację, skąd dowódca 16 Dywizji Piechoty utrzymywał kontakt z kwaterami głównymi 14 i 35 Armii (łączność została wkrótce nawiązana ponownie). Wzgórze „Catmon” to w rzeczywistości pasmo wzniesień zaczynających się od wiszącego nad drogą nr 1 wzniesienia „Labiranan” i ciągnących się na północny zachód w kierunku miejscowości Tabontabon kończąc się stromymi pagórkami San Vincente i Pikas. Cały obszar nadbrzeżny, od ujścia rzeki Calbasag na południu po wioskę Tolosa na północy, znajduje się niejako w cieniu tych wzniesień.
21 października, pod osłoną artylerii dywizyjnej i okrętowej, żołnierze 383 Pułku Piechoty Bradleya zaczęli przemierzać rozległe bagna na południe i zachód od „Labiranan”, podczas gdy bataliony 381 Pułku Piechoty posuwały się wzdłuż przeciwległych stoków „Catmon” oraz wzdłuż wybrzeża na północ, ku Tolosa i Tanauan. Po pięciu dniach ciężkich walk 2. batalion 383 Pułku Piechoty zajął 26 października silnie ufortyfikowane barrio Tabontabon (ważny ośrodek zaopatrzeniowy japońskiej 16 Dywizji Piechoty) zabijając około 350 żołnierzy wroga, sam tracąc 34 zabitych i 80 rannych. Równocześnie bataliony 381. i 383 Pułku Piechoty wdzierały się krok po kroku na porośnięte wysokimi trawami stoki „Catmon” walcząc z zaciekle broniącymi się elementami 9. i 20 Pułku Piechoty ze składu 16 Dywizji Piechoty. 27 października, o godz. 21 kilkadziesiąt haubic 75 mm, 105 mm i 150 mm rozpoczęło huraganowy ogień, który trwał do 10.30 następnego dnia (łącznie wystrzelono 3000 pocisków). Podczas tego ostrzału większość obrońców – o czym Amerykanie wówczas nie wiedzieli – wycofało się ze wzgórza. W rezultacie od 30 do 31 października trwała już tylko akcja oczyszczająca, w trakcie której zlikwidowano przy pomocy ładunków wybuchowych 53 punkty oporu w bunkrach, 17 w jaskiniach i w licznych pojedynczych zamaskowanych okopach zwanych „pajęczymi norami” (ang. spider holes).
Na lewym skrzydle XXIV Korpusu celem 7 Dywizji Piechoty gen. Archibalda Arnolda były cztery lotniska japońskie usytuowane między miasteczkami Dulag i Burauen. O zwycięstwie w krwawych walkach, jakie się tam wywiązały, zdecydowały zagony amerykańskich czołgów, które otwierały drogę piechocie. Pod Burauen 17 Pułk Piechoty kruszył twardy, ale nieskuteczny opór kryjących się w zaroślach i pajęczych norach Japończyków, a także zwalczał samobójcze ataki na amerykańskie czołgi polegające na detonacji granatów przyłożonych do pancerza. Żołnierze 32 Pułku Piechoty, walczący o lotnisko Buri około półtora kilometra dalej, zabili 24 października ponad 400 Japończyków. Podczas gdy dwa bataliony 184 Pułku Piechoty patrolowały przedpola lewego skrzydła korpusu, 17 Pułk Piechoty z 2. batalionem 184 Pułku Piechoty skierował się na północ w stronę Dagami, położonego 10 km za Burauen. Wojska amerykańskie, używając miotaczy ognia przeciwko japońskim bunkrom wykonanym z pni palmowych, zdobyły Dagami 30 października, co zmusiło gen. Makino do ewakuacji swego punktu dowodzenia dalej na zachód. Tymczasem 29 października 2. batalion 32 Pułku Piechoty, poprzedzany przez elementy zwiadu 7 Pułku Kawalerii, posunął się 23 km wzdłuż wschodniego wybrzeża na południe i dotarł do Abuyog, skąd przez cztery dni wysyłał przez góry na zachód patrole rozpoznawcze, które nie niepokojone przez nieprzyjaciela dotarły do Baybay, skąd widać było już zatokę Ormoc.

### Działania japońskie
Kwatera główna w Tokio traktowała z początku lekceważąco informacje o możliwości lądowania Amerykanów na wyspie Leyte. Doniesienia – mocno przesadzone – japońskich lotników, biorących udział w walkach powietrzno-morskich na południe od Formozy, mówiące o wielkim zwycięstwie, po którym Amerykanom zostały już tylko resztki floty, przyjęto poważnie, a pełne defetyzmu nastroje spowodowane klęską na Marianach ustąpiły miejsca pewności sukcesu. Wśród sztabowców istniały rozbieżności co do kolejnych posunięć, przeważała jednak opinia, że główną bitwę należy wydać nieprzyjacielowi na Luzonie, w innych zaś miejscach należy prowadzić jedynie działania opóźniające. Nie zgadzało się z tą opinią dowództwo Armii Południowej, które uważało, że nie można pozwolić Amerykanom na zajęcie centralnie położonych Visayas, ponieważ umożliwi im to wybór miejsca decydującej bitwy. W rezultacie podjęto dwie decyzje: o sformowaniu w Visayas dodatkowej 35 Armii oraz o nieatakowaniu amerykańskiej floty inwazyjnej w drodze ku Filipinom – dopiero gdy armada znajdzie się w miejscu, skąd ucieczka będzie już niemożliwa, uderzyć z całą mocą i zadać ostateczny cios. Takie rozumowanie umożliwiło Amerykanom przeprowadzenie skutecznego desantu na Leyte.
Przeciwuderzenie japońskie, zgodnie z przyjętym założeniem, nadeszło z powietrza i z morza. Amerykanie spodziewali się tego, choć nie byli przygotowani na tak duży atak: 24 października nad przyczółki i armadę inwazyjną nadleciało z północy 150-200 nieprzyjacielskich samolotów. Z lotnisk na wyspach poderwało się przeciw nim 40 amerykańskich myśliwców (dalsze 8 miało patrolować przyczółek); ich piloci raportowali zestrzelenie 66 i uszkodzenie (lub „prawdopodobne zestrzelenie”) dalszych 18 maszyn. Przez cztery kolejne doby powtarzały się dzienne i nocne naloty zagrażające magazynom zaopatrzenia na lądzie oraz statkom i okrętom na redzie. Jednak 28 października samoloty amerykańskie skutecznie zaatakowały lotniska japońskie na wyspach (nie oszczędzając przy tym statków, także tych, którymi płynęli żołnierze sił posiłkowych na Leyte) dokonując tak dużych zniszczeń, że prowadzenie walki z powietrza przez Japończyków przestało być praktycznie możliwe.

#### Pierwsze atakikamikaze
Wobec dysproporcji sił i nieskuteczności japońskich ataków lotniczych wiceadm. Takijiro Onishi, dowódca japońskiej 1 Floty Powietrznej stacjonującej na Filipinach, 19 października na odprawie z oficerami 201. jednostki lotniczej zaproponował przeprowadzenie serii samobójczych ataków lotniczych na jednostki floty amerykańskiej. Z 201. jednostki lotniczej 20 października utworzono Specjalne Jednostki Uderzeniowe „Shimpu” (znane jako kamikaze), i już 21. kapitan Seki jako pierwszy dokonał w pełni świadomego, udanego ataku samobójczego (przypisano mu zatopienie lotniskowca eskortowego USS „St. Lo”). Główny atak kamikaze na statki i okręty w zatoce Leyte (na cel wybierano też duże statki transportowe) miał miejsce 25 października. W trakcie walk o Leyte piloci „Shimpu” zatopili jeszcze lotniskowiec USS „Princeton” i dwa niszczyciele oraz ciężko uszkodzili pancernik USS „Colorado”, 6 lotniskowców, 3 lotniskowce eskortowe i 3 krążowniki.

#### Operacja „Sho Ichi Go”
Największe zagrożenie dla sił amerykańskich nadeszło z morza. Japońskim admirałom wydawało się nie do przyjęcia – uważali to wręcz za niehonorowe – trzymanie pancerników na kotwicy, podczas gdy na lądzie armia ginie w desperackich bojach. W tej sytuacji naczelne dowództwo Cesarskiej Marynarki Wojennej podjęło decyzję zniszczenia sił US Navy, wspierających działania 6 Armii, poprzez doprowadzenie do ostatniej, decydującej bitwy morskiej. Zgodnie z przyjętym planem, ataku miały dokonać trzy oddzielne floty uderzeniowe. Pierwsza, w skład której wchodziły cztery lotniskowce z zaledwie 30 samolotami na pokładach, miała posłużyć za przynętę, odciągając okręty 3 Floty jak najdalej od Leyte. Gdyby pomysł z przynętą się udał, pozostałe dwie floty, składające się głównie z ciężkich okrętów nawodnych, miały wejść do zatoki Leyte od zachodu i uderzyć na flotę inwazyjną Amerykanów.
23 października okręty japońskie zostały namierzone przez okręty podwodne „USS Darter” i „USS Dace”. Wystrzelone przez nie torpedy zatopiły flagowy okręt adm. Kurity – krążownik ciężki „Atago” i jego siostrzaną jednostkę krążownik „Maya”. W wyniku ataku ciężko uszkodzony został także krążownik „Takao”. Po tak znacznych stratach japoński zespół morski utracił swój podstawowy atut, jakim było zaskoczenie. Co więcej, wiadomo już było, że założonego planu nie uda się zrealizować, gdyż główny zespół został dostrzeżony wcześniej niż sama przynęta adm. Ozawy. Uprzedzone o zagrożeniu siły nawodne US Navy ruszyły naprzeciw, w wyniku czego wywiązał się szereg starć znanych jako bitwa w zatoce Leyte – największa taka bitwa na Pacyfiku i jedna z największych w historii – a pokonana w jej wyniku Japońska Cesarska Marynarka Wojenna przestała od tego momentu odgrywać znaczącą rolę w konflikcie.

#### Wzmacnianie sił lądowych na Leyte
Pomimo dużych strat poniesionych przez japońskie konwoje wskutek amerykańskich nalotów, zdołano dostarczyć w okresie od 20 października do 11 grudnia do portu Ormoc na zachodnim wybrzeżu Leyte blisko 45 000 żołnierzy i około 10 000 ton zaopatrzenia. Dwa pierwsze konwoje dotarły do celu bez przeszkód. Trzeci, który wyruszył z Manili 9 listopada, a do zatoki Ormoc dotarł dnia następnego, składający się z pięciu statków transportowych (2000 żołnierzy 26 Dywizji Piechoty i około 6600 ton zaopatrzenia) i sześciu okrętów eskorty, został całkowicie zniszczony przez samoloty amerykańskie, i to zanim jeszcze zdołał przystąpić do wyładunku. Czwarty konwój zdołał wyokrętować 11 000 przewożonych żołnierzy, ale zaopatrzenie, wobec akcji Amerykanów, wyładował tylko częściowo. Konwój piąty, z nieznaną liczbą wojska i ładunków, został zniszczony około 25 listopada. Konwój szósty, przed zniszczeniem, wyładował większość z 2500 ton zaopatrzenia. Siódmy konwój stracił jeden niszczyciel eskorty, wyładował nieznaną liczbę żołnierzy i wrócił do Manili. Konwój ósmy, wiozący około 4000 żołnierzy 68 Brygady Piechoty, został rozładowany 7 grudnia w małym porcie San Isidro na zachodnim wybrzeżu, ale zaraz potem samoloty zatopiły wszystkie cztery transportowce i ciężko uszkodziły trzy niszczyciele eskorty. Los dziewiątego i ostatniego konwoju jest nieznany; prawdopodobnie zdołał wyładować pewną liczbę ludzi i amunicji w Pilompon.

### Dalsze postępy
Podjęte przez Japończyków działania polegające na zmianie koncentracji swoich wojsk w istotny sposób utrudniły działania Amerykanom. Zamiast łatwej akcji oczyszczającej po zajęciu wschodnich terenów Leyte, 6 Armia musiała przygotować się na długie i uciążliwe walki w górskich bezdrożach na zachodzie, co wymagało dostarczenia na Leyte trzech dywizji rezerwowych. W rezultacie drobiazgowo przygotowany przez MacArthura plan lądowania na Filipinach musiał zostać zmieniony.
Najważniejszym punktem dotychczasowej kampanii było spotkanie 1 Pułku Kawalerii z 24 Dywizją Piechoty w Carigarze, co miało miejsce 2 listopada. Teraz 6 Armia miała za sobą wszystkie założone wcześniej punkty pierwszej i drugiej fazy operacji, a nawet jeden punkt fazy trzeciej, jakim była miejscowość Abuyog. Co więcej, część 7 Dywizji Piechoty pokonała bezdroża południowego krańca wyspy i dotarła w pobliże miasteczka Baybay na zachodnim wybrzeżu. Do zdobycia pozostał tylko jeden kluczowy rejon, a mianowicie dolina Ormoc na północnym zachodzie.
Aby zdobyć dolinę Ormoc, gen. Krueger zaplanował potężną operację oskrzydlającą, w której siły X korpusu miały posuwać się na południe przez góry, a XXIV Korpus uderzać na północ wzdłuż zachodniego wybrzeża. Chcąc przezwyciężyć spodziewany opór, zwłaszcza w paśmie górskim na północy, ściągnięto rezerwy w postaci 32. i 77 Dywizji Piechoty, zaś MacArthur dodał 11 Dywizję Powietrznodesantową. 3 listopada 34 Pułk Piechoty ruszył na zachód z Carigary, doszedł do końca północnego wybrzeża i stamtąd ruszył na południe, w góry. Jego 1. batalion wkrótce stał się celem ataku około 100 żołnierzy japońskich od strony panujących nad drogą wzniesień. Dzięki wsparciu 63. batalionu artylerii polowej szybko oczyszczono wzniesienie po to, aby reszta 34 Pułku Piechoty mogła już bez przeszkód zająć nocą miasteczko Pinamopoan, w którym Japończycy zostawili sporo ciężkiej broni. Natarcie zatrzymano w miejscu, gdzie droga nr 2 skręca w prawo, w stronę gór. Amerykanie nie wiedzieli, że droga nr 2 została zablokowana przez żołnierzy 1 Dywizji Piechoty, którzy niedawno przybyli z Luzonu i szykowali się do odbicia Carigary. Kolumna tej dywizji została podczas marszu ostrzelana przez amerykańskie samoloty, tracąc kilka ciężarówek i czołgów, utrzymała jednak zdolność bojową. Zajętą przez 1 Dywizję Piechoty pozycję, poprzeczną względem drogi, żołnierze amerykańscy nazwali „łamaczem karków” (breakneck). Z tego miejsca 7 listopada ruszył po raz pierwszy do bitwy 21 Pułk Piechoty, wzmocniony dla osłony linii komunikacyjnych, zaprawionym w bojach 3. batalionem 19 Pułku Piechoty.

### Walka z przeszkodami
Amerykanie walczyli nie tylko z Japończykami. Nieprzyjazna okazała się również pogoda – 8 listopada uderzył tajfun, a towarzyszące mu ulewne deszcze niemal zupełnie zatrzymały oddziały 24 Dywizji Piechoty pod dowództwem gen. Irvinga. Także huraganowy wiatr powalający drzewa i powodujący lawiny błotne, okazał się bardzo na rękę przeciwnikowi. Zaczęły kuleć dostawy, częściowo uzupełniane z pomocą filipińskich tragarzy, ale ciężki sprzęt zostawał z tyłu. W takich warunkach 21 Pułk Piechoty albo posuwał się powoli naprzód, albo cofał, by następnie odbić uprzednio zajęte wzgórza. Amerykanie zajęli pozycje wyjściowe do ataku na Wzgórze 1525 położone około 3 km od wioski Limon i głównej osi natarcia, co pozwoliło Irvingowi zmusić nieprzyjaciela do rozciągnięcia linii obronnych na „breakneck” o dalsze 6 km. W przebłyskach lepszej pogody lotnictwo amerykańskie skutecznie atakowało japońskie pozycje, udało się nawet zbombardować kwaterę gen. Suzuki w Ormoc. Artyleria z odległego o ponad 20 km Jaro trzymała Japończyków cały czas pod ogniem.
Inną przeszkodą w prowadzeniu walk był fatalny stan dróg. Nawet najlepsze, z betonową lub asfaltową nawierzchnią, okazały się za wąskie dla ruchu dwukierunkowego. Pobocza nigdzie nie były utwardzone i w rezultacie pojazdy, gdy zjechały z twardej nawierzchni, zapadały się natychmiast w grząskim błocie. Ulewne deszcze zamieniły drogi gruntowe w rzeki i tylko dzięki spontanicznej pomocy Filipińczyków uniknięto większych zastojów. Podobnie było z lotniskami – wysłani w teren zaraz po lądowaniu inżynierowie armii stwierdzili, że żadne ze wskazanych przez wywiad i planistów miejsc nie nadaje się do ich budowy. Próbowano prowizorycznie wzmacniać przejęte lotniska japońskie, sypiąc kruszony koral jako podłoże dla ażurowych mat stalowych. Mimo to wracające z walk samoloty często ulegały wypadkom podczas lądowania awaryjnego, np. tylko w jednym dniu 25 października na pasie pod Tacloban dwadzieścia cztery maszyny uległy rozbiciu – jedna z nich uderzyła w zbiornik paliwa wywołując groźny, długotrwały pożar. Jednak pomimo wielu przeciwieństw: japońskich nalotów, ciągłego deszczu i zalegających na poboczach wraków rozbitych podczas lądowania maszyn, 30 października pierwsze lotniska, wyposażone w pasy startowe o długości 1300 metrów, były gotowe.
Gdy pięciodniowe próby przełamania frontalnym uderzeniem pozycji nieustannie kontratakującego nieprzyjaciela okazały się bezowocne, gen. Irving zdecydował się na manewr okrążający. 2. batalion 19 Pułku Piechoty obszedł szerokim łukiem Wzgórze 1525, docierając do drogi nr 2 około 5 km na południe od „breakneck”. Chcąc oskrzydlić lewą flankę nieprzyjaciela, przeprawiono przez zatokę Carigara 1. batalion 34 Pułk Piechoty pod dowództwem ppłk. Thomasa Clifforda, który wylądował na cyplu odległym o 3 km od zakrętu drogi nr 2, po czym ruszył w głąb lądu. Przeprawę umożliwiło osiemnaście amtraków z 727. batalionu amfibijnego. Po przekroczeniu drogi i rzeki Leyte, głodni i zmęczeni żołnierze dotarli do pozycji japońskich na Wzgórzu „Kilay”, najwyższym punkcie terenowym całego pola bitwy. Obiecane 11 listopada zrzuty zaopatrzenia nie nastąpiły, ale z pomocą przyszli filipińscy partyzanci, którzy nakarmili Amerykanów bananami, ryżem i kurczakami. Oba oskrzydlające bataliony dotarły na miejsce 13 listopada i około godz. 16 znalazły się 1600 m od siebie po przeciwległych stronach drogi. W ciemnościach i ulewnym deszczu batalion Clifforda uderzył od zachodu na „Kilay”, zaś 2 Batalion zaatakował „1525” od wschodu. Jednak obie próby, mimo wsparcia artylerii, zakończyły się niepowodzeniem.
Deszcz padał bez przerwy, zmieniając stoki wzgórz w rzeki błota. Żołnierze byli zmęczeni, głodni i przemoknięci. Wielu miało gorączkę, biegunkę, owrzodzone stopy. Jeden z ludzi otrzymał postrzał w udo i nie mógł iść, a że grząski szlak i gęste poszycie uniemożliwiały transportowanie go na noszach, ppłk Cliffod taszczył rannego na plecach do odległego o półtora kilometra punktu dowodzenia ścieżką, która miejscami bardziej przypominała rwący strumień. Za ten czyn Clifford otrzymał później Distinguished Service Cross.
W tej fazie walk Amerykanie wciąż borykali się z problemami logistycznymi. Góry i nieprzejezdne drogi zmusiły dowództwo 6 Armii do sięgnięcia po inne środki transportu – zrzuty z powietrza, amfibie gąsienicowe (amtraki), ciągniki artyleryjskie. Do pomocy ruszyły setki filipińskich tragarzy, wykorzystywano nawet bawoły. Pojazdy 727. batalionu amfibijnego, wyładowane amunicją i żywnością, codziennie po kilka razy pokonywały trasę pomiędzy miejscowościami Capoocan i Calubian. Z Calubian amtraki płynęły rzeką Naga do wioski Consuegra, skąd przemieszczały się lądem do Agahang. W drodze powrotnej zabierały rannych. Zaangażowanie takich zastępczych środków zaopatrzenia ledwo wystarczało na potrzeby oddziałów, nie poprawiając efektów samego natarcia, szczególnie w górach na północ i wschód od doliny Ormoc.
Wyparcie Japończyków z pozycji obronnych na „Kilay” zajęło batalionowi Clifforda dwa tygodnie zaciętych walk w deszczu i błocie, często niebezpiecznie blisko eksplodujących własnych pocisków. 2 grudnia batalion zdobył wreszcie wzniesienia nad drogą, które natychmiast obsadziły oddziały 32 Dywizji Piechoty. Wojska Clifforda zabiły ok. 900 żołnierzy nieprzyjacielskich, tracąc 28 zabitych i 101 rannych. W uznaniu wysiłków w walce o „Kilay” i pobliskie wzgórza oba bataliony oskrzydlające otrzymały pismo pochwalne prezydenta. Już po wycofaniu z linii frontu, 241 żołnierzy i oficerów trafiło z powodu chorób do szpitali. Dopiero 14 grudnia 1 Dywizja Kawalerii i 32 Dywizja Piechoty mogły zameldować, że górski grzbiet rozciągający się z okolic miejsca „breakneck” aż po „Kilay” – najmocniej broniony przyczółek na drodze nr 2 pomiędzy zatoką Carigara a doliną Ormoc – znajduje się w rękach X Korpusu.

### W dolinie Ormoc
Podczas gdy X Korpus przebijał się przez góry na północy, XXIV Korpus próbował skonsolidować swe siły w okolicach Baybay, by ruszyć na północ w kierunku doliny Ormoc. Do listopada korpus miał do dyspozycji wciąż tylko 32 Dywizję Piechoty i część 7 Dywizji Piechoty, zajętą ponadto ubezpieczaniem Burauen, gdyż gen. Krueger podejrzewał, że nieprzyjaciel zamierza wtargnąć do doliny Leyte wzdłuż drogi Jaro – Palo – Burauen. Dopiero od połowy listopada, gdy uznano, że zagrożenie minęło, oraz po przybyciu 11 Dywizji Powietrznodesantowej w pełnym składzie, gen. Hodge mógł pchnąć całą 7 Dywizję Piechoty na zachód. Realizację planu rozpoczęło przesunięcie 2 batalionu 32 Pułku Piechoty do obrony miasta Abuyog.
Nocą 23 listopada jednostka ta została zaskoczona przez japońską 26 Dywizję Piechoty i 32 Pułk Piechoty został zmuszony do wycofania się, ale odzyskał utracony teren jeszcze za dnia. Gen. Arnold kazał swym oddziałom połączyć się z 32 Pułkiem Piechoty i okopanym 1 batalionem 184 Pułku Piechoty. Do tego doszły posiłki w postaci 49. batalionu artylerii polowej, 767. batalionu czołgów i batalionu haubic 155 mm marines z odwołanej inwazji wyspy Yap. Japończycy, nie zważając na przewagę ognia, uderzyli 24 listopada i w nocnym boju zdołali wyeliminować z akcji cztery haubice 105 mm. Dopiero następmego dnia z pomocą przyszedł 57. batalion artylerii polowej z pięcioma dodatkowymi bateriami. Ta bitwa, znana jako bój o grzbiet nazwany „sznurówka” (shoestring) trwała trzy dni, w którym to czasie 13 Pułk Piechoty pod dowództwem płk. Saito przypuścił dwa groźne, nocne ataki. Ostatnie starcia miały miejsce w gęstych zagajnikach, które żołnierze nazwali obrazowo „krwawy bambusowy gąszcz” (bloody bamboo thicket). Dopiero 27 listopada wojska amerykańskie były w stanie przejąć inicjatywę i pokonać na tym odcinku Japończyków, którzy zostawili w polu około 500 zabitych. W walkach o „Shoestring” (i przyległe doń Wzgórza 918, 960 i 380), które cechowała nietypowa dla wojsk japońskich koncentracja artylerii, Amerykanie stracili wielu ludzi – 21 Pułk Piechoty informował o stracie 630 zabitych i rannych oraz 135 „z innych przyczyn”, ale byli już tylko 16 km od Ormoc.
W czasie, gdy oddziały gen. Arnolda zbliżały się do Ormoc, strona japońska 6 grudnia przeprowadziła oczekiwany atak na lotniska pod Burauen. Z gór w środkowej części wyspy uderzyły elementy 16. i 26 Dywizji Piechoty siłami o wielkości batalionu, poprzedzone nocnym lądowaniem 3. i 4 Powietrznodesantowego Pułku Uderzeniowego z Luzonu, których celem były lotniska San Pablo i Bayug. Całą operacją dowodził gen. Suzuki. Nie była to pierwsza taka próba: w nocy na 27 listopada do brzegów Leyte pomiędzy Rizal a Tarragona zbliżyły się trzy samoloty transportowe. Leciały nisko nad wodą z włączonymi światłami pozycyjnymi. Pierwszy rozbił się 20 m od plaży. Żołnierze ze stacjonującego w pobliżu 728. batalionu amfibijnego podeszli przekonani, że to własny samolot, ale zostali obrzuceni granatami. Zastrzelono dwóch Japończyków, a kilkunastu uciekło na pobliskie bagna. Drugi samolot rozbił się na pasie startowym Buri (wszyscy na pokładzie zginęli), a trzeci na brzegu rzeki Bito (zginął jeden Japończyk, reszta uciekła). We wrakach samolotów znaleziono znaczną ilość materiałów wybuchowych, co wskazywało, że była to wyprawa samobójcza mająca na celu zniszczenie lotnisk w Dulag i Burauen.
Obecny atak, choć nieskoordynowany, zakończył się pewnym sukcesem (pomijając samo zamieszanie w sztabie Kruegera): Japończycy zdołali przejąć kilka porzuconych przez wycofującą się załogę lotnisk dział, które wykorzystali przeciw Amerykanom podczas czterodniowych walk. Ściągnięci w trybie alarmowym żołnierze 7 Dywizji Piechoty zdołali powstrzymać napastników aż do nadejścia posiłków z 11 Dywizji Powietrznodesantowej i 38 Dywizji Piechoty, które miały dość sił i środków do pokonania przed zmierzchem 11 grudnia spadochroniarzy Powietrznodesantowego Pułku Uderzeniowego i oczyszczenia terenu. Poza zniszczeniem kilku samolotów, magazynów zaopatrzenia i opóźnieniem prac budowlanych na lotniskach, atak nie wpłynął w żaden sposób na przebieg kampanii z wyjątkiem tego, że USAAF porzuciła ostatecznie zamiar uczynienia z Leyte ważnej bazy lotniczej – rolę tę przejęła wyspa Mindoro.
Tymczasem na zachodnim wybrzeżu XXIV Korpus otrzymał 7 grudnia posiłki. Stosując taktykę „żabich skoków”, 77 Dywizja Piechoty gen. Andrew Bruce’a dokonała kilku desantów z morza na południe od miasta Ormoc. 305., 306. i 307 Pułk Piechoty wylądowały bez oporu ze strony nieprzyjaciela, choć statki stały się celem nieudanego ataku kamikaze. Przybycie 77 Dywizji Piechoty okazało się decydujące, gdyż pozwoliło 7 Dywizji Piechoty ruszyć na północ i wkrótce japońscy obrońcy znaleźli się w kleszczach obu amerykańskich dywizji. W tej sytuacji gen. Suzuki nakazał oddziałom wyznaczonym do ataku na Burauen powrót i wzięcie udziału w walkach w dolinie Ormoc. Jednak w tym samym kierunku posuwała się także 11 Dywizja Powietrznodesantowa, której zadaniem było odciążenie XXIV Korpusu. Celem idącego przodem 511 Pułku Piechoty Spadochronowej była górska wioska Mahonag, położona 16 km od Burauen. Z każdym przebytym kilometrem opór Japończyków wzrastał i dlatego, 13 grudnia, ruszył ze wsparciem od zachodu 32 Pułku Piechoty. Rano 15 grudnia pułk nawiązał kontakt ze szpicą Kompanii G 511 Pułku Piechoty Spadochronowej, ale okazało się, że od reszty 511 Pułku dzieli żołnierzy 32 Pułku Piechoty głęboki i stromy przełom rzeki Talisayan. Zawrócono i spróbowano ponownie przeciwległym brzegiem przełomu. Tymczasem gen. Hodge (XXIV Korpus) uznał, że 32 Pułk Piechoty potrzebny jest w dolinie Ormoc i wysłał w góry tylko 2 Batalion. Dopiero 22 grudnia nawiązany został kontakt ze 187 Pułkiem Szybowcowym. Droga ku zatoce Ormoc została przez Amerykanów otwarta. O wiele gorzej wiodło się Japończykom – tylko nielicznym wyczerpanym, wygłodniałym żołnierzom z wysłanych pod Burauen oddziałów japońskich udało się dotrzeć na wybrzeże i włączyć do walki.
Jednocześnie gen. Yamashita kazał sformować na Luzonie i wysłać do Ormoc oddział wydzielony „Takahashi”, składający się z 5 Pułku Piechoty ze składu 8 Dywizji Piechoty, batalionu artylerii, kompanii saperów, kompanii transportowej i 400 ludzi z 4 lekkimi czołgami i 16 moździerzami ze Specjalnego Oddziału Piechoty Morskiej. Z sił tych wydzielono Batalion „Camotes”, którego zadaniem było zneutralizowanie partyzantów działających na wyspach Camotes i kontrolujących stamtąd wejście do zatoki Ormoc. Samoloty amerykańskie bombardowały statki przewożące te siły, skutkiem czego tylko Specjalny Oddział Piechoty Morskiej dotarł na miejsce, a oddziały „Takahashi” i „Camotes” musiały zostać wyładowane w małym porcie Palompon na zachodzie Leyte.
77 Dywizja Piechoty napotkała pewien opór nieprzyjaciela pod wioską Ipil i na terenie „Camp Downes”, przedwojennej bazy szkoleniowej filipińskiej policji. Jednak żołnierze gen. Bruce’a, przy wsparciu 305. i 902. batalionu artylerii polowej, pokonali nieprzyjaciela w „Camp Downes” i 10 grudnia wkroczyli do zrujnowanego Ormoc. W czasie tej ostatniej akcji wojska amerykańskie zabiły 3046 i wzięły do niewoli 9 żołnierzy nieprzyjaciela, tracąc przy tym 136 zabitych i rannych. XXIV Korpus dzieliło teraz od X Korpusu już tylko 26 kilometrów.

### Marsz ku wybrzeżu
Sulcesy Amerykanów w marszu z północy i południa ku sercu doliny Ormoc zmusiły dowództwo japońskiej 35 Armii do zmiany planów. Gen. Suzuki ostatecznie porzucił niewykonalny już plan opanowania lotnisk w okolicach Burauen i przeniósł kwaterę dowództwa z Ormoc do Palompon oraz rozkazał pozostałym oddziałom japońskim wycofać się w góry na zachód i północ od doliny. Góry stanowiły niemal nieprzebytą zaporę będąc dla ocalałych resztek 35 Armii ostatnim punktem oporu lub drogą ucieczki z Leyte. Zaczynające się od niskich wzgórz na północy, wznosiły się stromo ku południowym urwiskom nadmorskim, gdzie pola uprawne i wysokie trawy ustępowały gęstwinie tropikalnego lasu. Stolicą tego regionu jest Palompon – niewielki port wykorzystywany w ostatniej fazie walk przez Japończyków. Z drogą nr 2 łączy go w wiosce Libongao trakt nazwany „drogą palompońską”. Biegnie ona w dół zboczami wzgórz aż do nadbrzeżnej doliny i portu i tam właśnie schroniły się główne siły 35 Armii. Tam też, chcąc zadać ostateczny coup de grâce, musiała je znaleźć i pobić 6 Armia.
W tym celu utworzona została 4-dywizyjna grupa szturmowa, której punktem wyjścia była droga nr 2, a punktem docelowym morze. Główne zadanie, tj. otwarcie „drogi palompońskiej” i zdobycie miasta, przypadło 77 Dywizji Piechoty gen. Bruce’a. Partyzanci informowali go, że mosty na tej drodze są nienaruszone, a te uszkodzone są łatwe do naprawienia. Jednak generał wolał to sam sprawdzić wysyłając tam patrol inżynierski i lekki samolot rozpoznawczy Piper Cub. Rozpoznanie doniosło, że stan większości mostów nie pozwala na przemarsz kolumny szturmowej.
Mimo to Bruce rozpoczął 22 grudnia operację przeciw Palompon, rzucając do ataku tą właśnie drogą, 2. i 3 batalion 305 Pułku Piechoty wraz z pojazdami pancernymi, przed którymi szedł 302. batalion inżynieryjny, naprawiając i wzmacniając mosty. Oddziały uderzeniowe posuwały się szybko naprzód przy sporadycznym ostrzale karabinowym aż do miejsca, gdzie napotkały pierwszą poważną przeszkodę około 13 km od Palompon i utknęły. Takiego obrotu sprawy obawiał się gen. Krueger, który zapytał adm. Kinkaida, czy możliwe byłoby dostarczenie środków przeprawowych, amtraków i LCM, w eskorcie niszczycieli w celu przerzucenia z Ormoc do Palompon batalionu piechoty w nocy z 22 na 24 lub z 24 na 25 grudnia. Kinkaid odpowiedział, że ze względu na przygotowania do innej operacji niszczycieli dać nie może, zaproponował natomiast osłonę kutrów PT. To zadowoliło Kruegera, który nakazał dowódcy XXIV Korpusu, gen. Hodge’owi, przygotowanie Bruce’a do takiej operacji. W rezultacie załadowano 1 batalion 305 Pułku Piechoty na pojazdy desantowe US Navy i wysłano morzem do Palompon. Akcję poprzedziło bombardowanie z morza i powietrza, po którym, jak donosili lotnicy, „w całym mieście zostały ledwie dwa domy”.
Piechota, wspierana ogniem moździerzy jednostek desantowych i dział 155 mm 531. batalionu artylerii polowej, była na brzegu o godz. 07.20 25 grudnia. Nigdzie nie napotykano oporu. W cztery godziny później ruiny małego portowego miasta zostały zajęte i obsadzone, w czym dopomógł desant 2. batalionu 305 Pułku Piechoty w dniu 28 grudnia. Gen. Krueger posłał dowódcy 305 Pułku wyrazy uznania. Dowiedziawszy się o zajęciu ostatniego portu będącego w japońskich rękach gen. MacArthur oznajmił, że zorganizowany opór na Leyte ustał. W przemówieniu radiowym wygłoszonym w drugi dzień Bożego Narodzenia powiedział:

Kampanię Leyte-Samar można uznać już za zakończoną, nie licząc niewielkich akcji oczyszczających. Generał Yamashita poniósł przypuszczalnie największą porażkę, jaką będą mogły odnotować annały japońskiej armii

Walki nie ustały w tym momencie, ale 26 grudnia kontrolę nad operacjami na Leyte i Samar przejęła 8 Armia pod dowództwem gen. Roberta Eichelbergera. Dalej na północ od Palompon oddziały amerykańskie posuwały się szybciej, napotykając słabnący opór pokonanego nieprzyjaciela. Oddziały 1 Dywizji Kawalerii dotarły do wybrzeża 28 grudnia, a jednostki 24 Dywizji Piechoty zlikwidowały tego samego dnia ostatnie punkty obrony w północno-zachodnim rejonie Leyte, zaś dwa dni później zetknęły się z patrolami 32 Dywizji Piechoty. Japońscy obrońcy nie zaprzestali walki, chociaż za kres zmagań oficjalnie uznano dzień 31 grudnia. Tymczasem w niedostępnych górach koło miasteczka Villaba, około 15 km na północ od Palompon, trzymały się jeszcze resztki 35 Armii. 18 marca gen. Suzuki, wraz z kilkoma sztabowcami, opuścił wyspę ostatnim statkiem. Po tygodniach kluczenia między wyspami Visayas statek został 16 kwietnia 1945 roku zbombardowany i zatopiony przez amerykańskie samoloty u brzegów Negros, a Suzuki zginął. Kampania na Leyte została zakończona, choć akcja oczyszczająca i wyłapywanie maruderów trwało jeszcze do maja.

## Rezultaty
Walki o Leyte trwały 73 dni. Stanowiły pierwszy etap wyzwolenia Filipin spod okupacji japońskiej przez Stany Zjednoczone. Strona atakująca straciła 15 578 ludzi, w tym 3434 zabitych.
W wyniku działań 6 Armii w ciągu dwóch miesięcy na Leyte zginąć miało 55 000 Japończyków, a sztab przypuszczał, że dalszych 5000 ukryło się w dżungli. W wyniku działań 8 Armii do 8 maja 1945 roku zginęło 24 000. Jednak według danych oficjalnych – tak amerykańskich, jak i japońskich – japońskie wojska lądowe straciły prawdopodobnie 49 000 żołnierzy, a zaledwie 389 dostało się do niewoli.
Niewielka liczba jeńców japońskich to najprawdopodobniej wynik licznych samobójstw oraz zabijania rannych przez żołnierzy Armii Cesarskiej. Dostanie się do niewoli uważane było za objaw „tchórzostwa” lub „niepatriotycznej postawy”. Regulował to Kodeks Senjin z 1941, który zawierał sformułowanie: „nie daj się wziąć przez nieprzyjaciela żywcem”, co oznaczało obowiązek popełnienia samobójstwa nawet w przypadku dostania się do niewoli.
Straty należy uznać za jeszcze większe, gdy do sił czterech dywizji i kilku niezależnych oddziałów towarzyszących dodamy siły marynarki wojennej, która straciła 26 większych okrętów, 46 dużych transportowców i tysiące marynarzy. Walki zmniejszyły też o ponad 50% potencjał bazujących na Filipinach sił powietrznych Japonii, co zmusiło dowództwo do wprowadzenia do walki kamikaze. 14 Armia wciąż jeszcze liczyła 250 000 żołnierzy, ale utrata w czasie walk o Leyte morskiego i powietrznego wsparcia ograniczyła możliwości gen. Yamashity do tego stopnia, że mógł prowadzić już tylko pasywne działania obronne na Luzonie – największej i najważniejszej wyspie archipelagu.
Wraz z przegraną walk o Leyte Japończycy stracili możliwość utrzymania w swym posiadaniu Filipin, oddając aliantom bastion, z którego można było odciąć Japonię od ważnych dla gospodarki surowców, i skąd wkrótce miało nadejść ostateczne, kończące wojnę na Pacyfiku uderzenie na Wyspy Japońskie.